# 秋田テレビ
秋田テレビ株式会社（あきたテレビ、英: Akita Television Co., Ltd.）は、秋田県を放送対象地域とし、テレビジョン放送事業を行っている特定地上基幹放送事業者である。フジ・メディア・ホールディングスの持分法適用関連会社。
略称はAKT（AKita TV）。コールサインはJOBI-DTV（呼出名称：AKT秋田テレビデジタルテレビジョン）。

## 概要
秋田県内のフジテレビ系列のテレビ局である。秋田県下では民放テレビ第２局目（UHF局）として開局。
本社所在地は、秋田市八橋本町三丁目2番14号。大株主には読売新聞や朝日新聞にくわえ、県域紙・秋田魁新報社が名を連ねている。

## 資本構成
企業・団体の名称、個人の肩書は当時のもの。出典：

### 2021年3月31日
| 資本金      | 発行済株式総数 | 株主数 |
| ----------- | -------------- | ------ |
| 3億6000万円 | 36,000株       | 140    |

| 株主                             | 株式数  | 比率   |
| -------------------------------- | ------- | ------ |
| フジ・メディア・ホールディングス | 8,795株 | 24.43% |
| 読売新聞東京本社                 | 3,550株 | 09.86% |
| 朝日新聞社                       | 3,230株 | 08.97% |
| 秋田魁新報社                     | 2,310株 | 06.41% |
| カメイ                           | 1,650株 | 04.58% |
| 金萬                             | 1,650株 | 04.58% |
| テレビ朝日ホールディングス       | 1,540株 | 04.27% |

## 沿革
- 1968年（昭和43年）
  - 8月24日 - 当時の郵政省が第二次チャンネルプランにもとづき、秋田地区第二波割り当て[7]。
  - 10月6日 - 東北電波監理局にテレビ放送の免許申請。発起人代表は当時の秋田酒類卸協同組合・副理事長の西村節郎氏、および産経新聞専務・友田信氏[8]。
  - 11月1日 - テレビ予備免許取得[9]。
  - 12月26日 - 創立集会を経て、秋田ユー・エッチ・エフテレビ株式会社設立[7]。初代社長は長谷山行毅[10]。
- 1969年（昭和44年）初代ロゴ（1969年 - 1999年3月31日）

初代ロゴ（1969年 - 1999年3月31日）

  - 5月30日 - 秋田テレビ株式会社に社名変更[7]。
  - 9月 - NEC製の放送自動番組制御装置納入[11]。
  - 10月1日 - 秋田県2番目の民放テレビ局として、フジネットワーク単独加盟で開局。VHF2局県の宮城を除く東北各県のUHF第2局では最初の開局[12]、そして当時は北海道文化放送が開局前でありフジテレビの最北端の系列局だった（同系列の福井テレビと同時開局）。同時にカラー放送実施。本放送は8時00分開始。なお、開局当初は、日曜日を除き、10:30から11:51まで、「テストパターン」を流していた[13]。
- 1980年（昭和55年）
  - 1月7日 - 当時の中安社長発案[14]の第1回「AKT少年の船」実施[15]。
  - 7月3日 - テレビ音声多重放送開始。
- 1981年（昭和56年）
  - 新副調整室が完成。それに伴い、静止画ファイル装置を導入。
  - 4月1日 - ANNにも加盟し、フジテレビ・テレビ朝日両系列のクロスネット局になる[16]。
- 1983年（昭和58年）
  - 5月26日 - 日本海中部地震。このとき放送した映像が世界に配信される[15]。
- 1984年（昭和59年）
  - 10月7日 - 中国共同制作（甘粛電視台）の特集番組「甘粛紀行」を6週にわたり放送[15]。
- 1987年（昭和62年）3月31日 - ANNを離脱。フジ系列単独ネットに戻る。それによって1992年（平成4年）10月1日にAAB秋田朝日放送が開局するまでの5年半、秋田県はANN空白域となる。 なお、一部のテレビ朝日系の番組は、特定な事情で終了できなかったもの（大半がABC制作）に限ってネット継続。
- 1990年（平成2年）
  - 11月4日 - 業務オンラインシステム運用開始[15]。
- 1992年（平成4年）
  - 1月 - 新社屋完成。現社屋に移転。
  - 10月24日 - 韓国・江陵文化放送と友好提携協約を締結[17]。
- 1998年（平成10年）2月 - 字幕放送開始。
- 1999年（平成11年）
  - 1月 - 第18回『AKT少年の船』ファイナル[15]。
  - 4月1日 - この年で開局30周年となるのを機にCI実施、社名ロゴが現在のものになる[18]。
  - 8月 - マスター工事完工[15]。
  - 10月1日 - 開局30周年。
- 2000年（平成12年）  
  - 8月 - 秋田テレビi-modeスタート[15]。
- 2003年（平成15年）
  - プロ野球県内初のナイトゲーム『ヤクルトVS横浜』開催[15]。
- 2004年
  - 初のアンテナショップ『AKT情報局』オープン[15]。
- 2006年（平成18年）
  - 6月1日 - 地上デジタルテレビジョン放送対応のマスターに更新（東芝製）。
  - 7月25日 - 地上デジタルテレビジョン試験放送開始。
  - 8月21日 - ハイビジョン化施行により、AKTの報道番組がハイビジョン対応になる。
  - 9月5日 - 地上デジタルテレビジョン放送の本免許が交付される。
  - 10月1日 - 地上デジタルテレビジョン本放送開始（コールサイン：JOBI-DTV）放送開始時より4部制で特別番組を放送。また、大曲中継局・大館中継局での地上デジタル放送も開始。
- 2007年（平成19年）
  - 秋田空港情報カメラ運用開始[15]。
  - 9月1日 - 能代中継局・鷹巣中継局で地上デジタル放送開始。
  - 10月1日 - 湯沢中継局・花輪中継局で地上デジタル放送開始。
  - 11月1日 - 本荘中継局で地上デジタル放送開始。
- 2008年（平成20年）
  - ハイビジョン中継車導入・運用開始[15]。
  - 1月2日 - 地上デジタルテレビジョン放送対応のマスターを追加更新。ほぼ全ての自主制作番組が、ハイビジョン化される。
- 2009年（平成21年）10月1日 - 開局40周年。（10月3日に開局記念特別番組を4時間30分生放送）
- 2011年（平成23年）7月24日 - アナログ放送終了。
- 2012年（平成24年）3月 - フジ・メディア・ホールディングスの持分法適用会社になる[19]。
- 2019年（令和元年）10月1日 - 開局50周年。

## ネットワーク・番組編成の変遷

### AKT開局前
フジテレビの開局から（少なくとも1959年ころ）からAKTの開局までは、秋田県内で映画製作・視聴覚機械の事業を行っていた「桐原映画産業株式会社」（秋田市）の桐原耕作が、フジテレビ秋田駐在員として、ニュース取材の業務をおこなっていた（TBSの秋田駐在員も兼任）。

### AKT開局に向けた動き
1967年にUHFの使用用途が全面解禁されると、フジテレビは、産経新聞と地元資本の相乗りで、全国に系列局を誕生させるべく働きかけを強め、第一次UHF免許で、各地に多くの系列局を誕生させた。この動きを踏まえ、秋田を含む第二次UHF免許の新局ではTBS・NTV・テレビ朝日が、個別、場合によっては、協力してフジテレビ系列の「締め出し」に動いた。
加えて、UHF新局の開設にあたっては、全国紙資本がこぞって自社資本をもつ新局を開設しようとしていた。
こうしたなか、UHF第二次免許にてUHFテレビ新局の周波数が割り当てられた秋田では、「秋田毎日放送」（毎日新聞）、「秋田朝日放送」（朝日新聞）、「秋田産経放送」（産経新聞）が免許申請を提出。特筆すべきなのは、毎日新聞（TBS系列）も秋田地区で免許申請を申請を行ってはいる点であるが、TBSでは、UHF放送そのものに対する広告主の評価が低かったという事情もあり、実現にはいたらなかったと考えられる。
結局のところ、全国紙では産経新聞社に加え、読売新聞社（1970年代には同社の青山幸雄が取締役を務めた）、朝日新聞も資本参加するなど、免許申請を行った全国紙のなかでは毎日新聞社以外が資本参加し、地元・秋田魁新報社の資本参加も受けたうえで、フジテレビ系列局として開局する運びとなった。
そして、1969年（昭和44年）10月1日 - フジテレビ系列局として開局。FNN・FNSに加盟。

### ANNとFNNのクロスネット期
- 1981年（昭和56年）4月1日 - ANNに加盟しクロスネット化[30][31]。
  - 「放送文化」誌によると、ANNに加盟したのはテレビ朝日系の情報番組を放送するためだという。しかし、実際は当時の全国ネットワイドショーだった『モーニングショー』、『アフタヌーンショー』および、土曜朝のABC制作番組『おはようワイド・土曜の朝に』は、そのままABSでの放送が継続され、AKTには移行されなかった。当時の朝8時台の生番組はフジテレビ『小川宏ショー』→『おはよう!ナイスデイ』とテレビ朝日『モーニングショー』の2強状態で、おおむねの地方では第1局（VHF）が『モーニングショー』、第2局（UHF）がフジテレビ系番組をネットするパターンが基本的だった。加盟ネットワークを尊重した場合、両方ともAKTで放送されるべきところだが、当時は両番組ともに大量のネットスポンサーがついており、ニュース系列を無視しても両方放送されるほうが望ましいとされていたために、この時間のテレビ朝日系番組はAAB開局までABSでネットされた。また、テレビ朝日系番組の放送本数もほぼ均等ながら、AKTでのネットは『新婚さんいらっしゃい!』など、夏の全国高校野球中継（後述）を除くABC制作の番組が中心であり、一時期ゴールデンタイムの同時ネット枠こそあったものの、わずかにABSよりは下回っていた[要出典]。

- 1987年（昭和62年）4月1日 - ANNを脱退[30]。朝日放送（ABC、現：朝日放送テレビ）および名古屋テレビ（NBN、現：メ～テレ）制作の一部番組を除くテレビ朝日の番組の大半が秋田放送（ABS）に移行し、フジテレビ系フルネット局に戻る。

### AAB開局
- 1992年（平成4年）10月1日 - 秋田朝日放送（AAB）の開局により、一部残っていたテレビ朝日系の番組（主に朝日放送制作）がAABへ移行。

### 現在
- フジテレビ系列局である一方、TBS系列・テレビ東京系列の番組も番組販売（本放送のスポンサーの一部をそのままつけて放送している番組あり）で放送している。また、『情熱大陸』などの大阪発（MBS）のTBS系情報・バラエティ番組の秋田での優先放映権はAKTが押さえている。

## 歴代社長
- 長谷山行毅（元参院議員）
- 中安正衛（秋田魁新報社出身、取締役・広告局長[32]）
- 加藤重夫（専務→社長）[33]
- 相澤孝[34]
- 神成俊行[35]
- 石塚真人
- 進藤研一

## 主な送信所・中継局

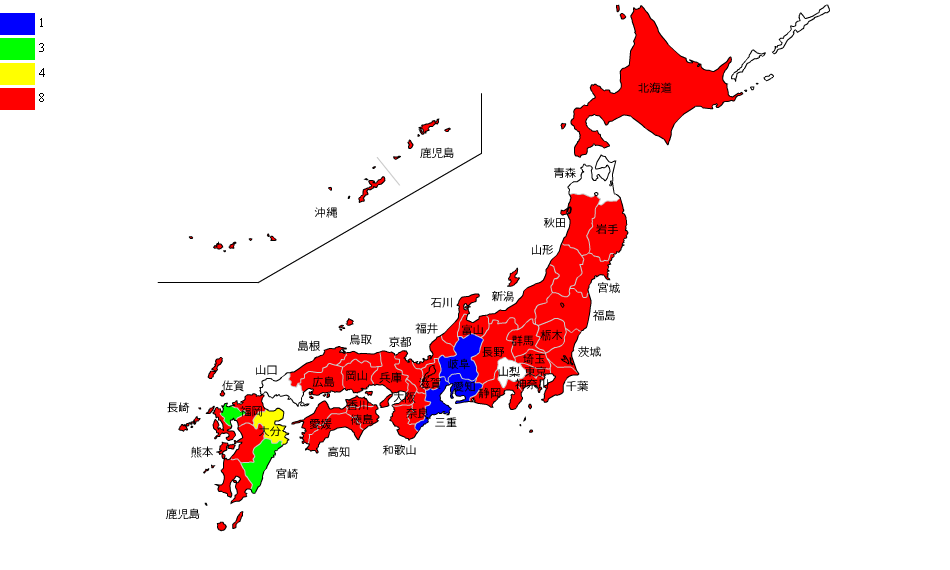
フジテレビ系列のリモコンキーID地図

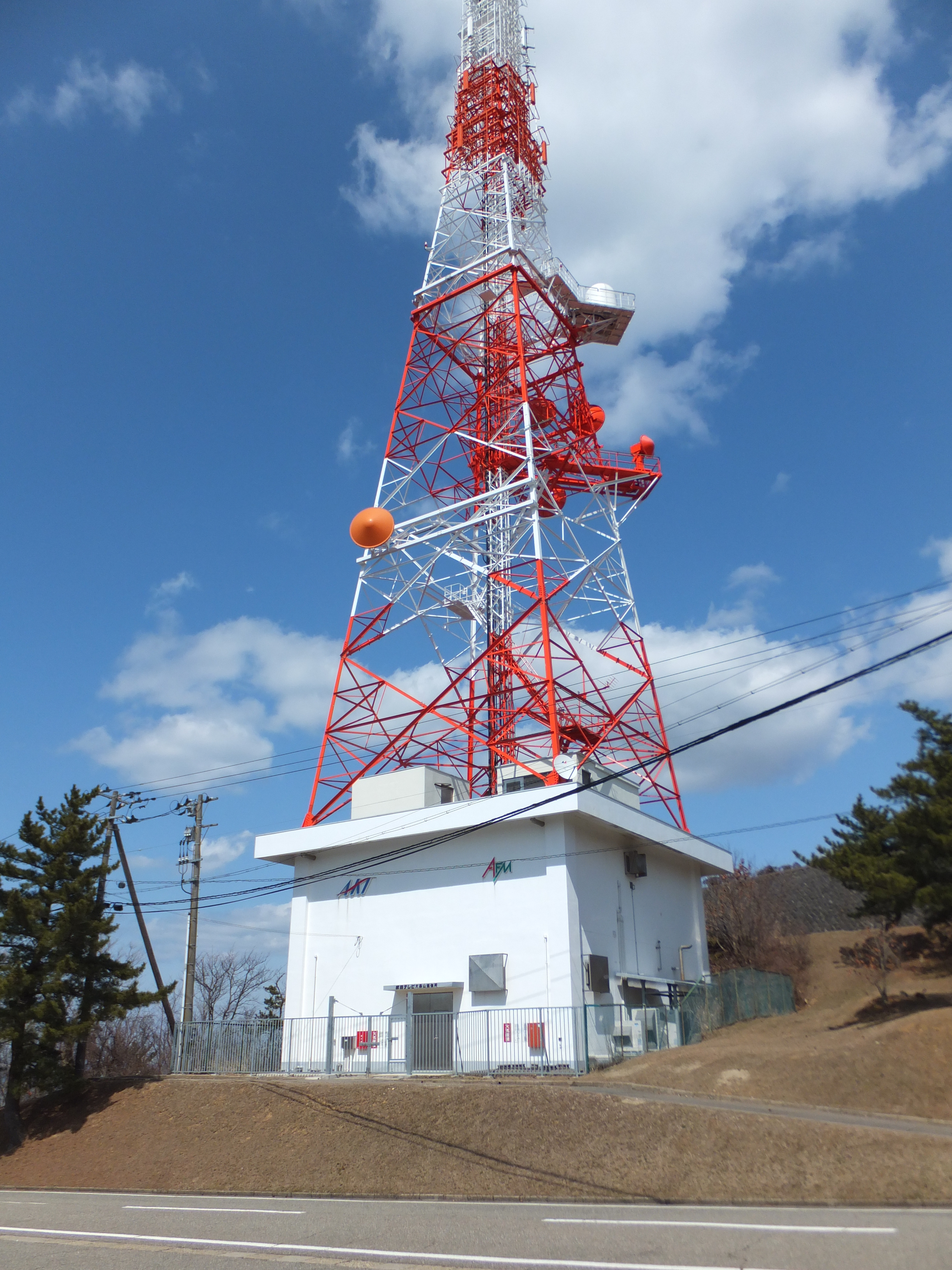
秋田（大森山）送信所

- 呼出名称：AKT秋田テレビデジタルテレビジョン
- 呼出符号：JOBI-DTV （2006年10月1日放送開始、エフエム秋田と兼用）
- リモコンキーID：8
- 物理チャンネル：21 ch
- 出力：1 kw

| 中 継 局 名 | 物理チャンネル | 出 力 (W) |
| 大曲        | 26             | 30        |
| 大館        | 18             | 10        |
| 鷹巣        | 39             | 10        |
| 能代        | 46             | 10        |
| 花輪        | 29             | 10        |
| 湯沢        | 20             | 2         |
| 本荘        | 47             | 1         |
| 八森        | 52             | 0.3       |
| 大森        | 28             | 0.3       |
| 阿仁        | 28             | 0.3       |
| 森吉        | 37             | 0.3       |
| 森吉合川    | 51             | 1         |
| 東成瀬      | 42             | 0.3       |
| 二ツ井      | 18             | 1         |
| 矢島鳥海    | 39             | 1         |
| 山内        | 28             | 1         |
| 五城目      | 41             | 0.5       |
| 戸賀        | 30             | 0.05      |
| 十二所      | 34             | 1         |
| 田沢湖      | 34             | 0.3       |
| 角館        | 20             | 1         |
| 西木        | 34             | 0.3       |
| 湯沢東      | 26             | 0.05      |
| 本荘西目    | 39             | 0.3       |
| 象潟        | 47             | 3         |
| 横掘秋ノ宮  | 35             | 0.3       |
| 院内        | 47             | 0.1       |
| 雄物川大沢  | 38             | 0.05      |
| 鳥海        | 37             | 1         |
| 大湯        | 39             | 1         |
| 小坂濁川    | 21             | 0.05      |
| 東由利      | 52             | 0.3       |
| 東由利黒渕  | 48             | 0.1       |
| 由利前郷    | 20             | 0.3       |
| 合川根田    | 29             | 0.1       |
| 小坂        | 34             | 0.3       |
| 本荘石沢    | 32             | 0.3       |
| 藤里粕毛    | 16             | 0.1       |
| 湯瀬        | 41             | 0.01      |
| 合川三木田  | 16             | 0.05      |
| 院内西      | 32             | 0.05      |
| 仁賀保院内  | 42             | 0.01      |
| 亀田        | 44             | 0.01      |
| 伊岡        | 30             | 0.01      |
| 井内        | 46             | 0.01      |
| 平鹿馬鞍    | 42             | 0.01      |
| 大館長走    | 27             | 0.01      |
| 阿仁荒瀬    | 47             | 0.01      |
| 男鹿安全寺  | 36             | 0.01      |
| 五里合      | 46             | 3         |

### アナログ放送
2011年7月24日停波時点
- 呼出符号： JOBI-TV
- 呼出名称：AKTあきたテレビジョン
- 送信所： 秋田 37ch
- 映像周波数：615.25 MHz
- 音声周波数：619.75 MHz
- 映像出力：10 kW
- 音声出力：2.5 kW
- 音声多重放送：JOBI-TAM（呼出名称：AKTあきたテレビジョン音声多重放送）

| 中継局名   | チャンネル |
| ---------- | ---------- |
| 大館       | 57ch       |
| 鷹巣       | 33ch       |
| 藤里粕毛   | 49ch       |
| 八森       | 56ch       |
| 二ツ井     | 58ch       |
| 能代       | 35ch       |
| 森吉合川   | 57ch       |
| 合川根田   | 48ch       |
| 合川三木田 | 59ch       |
| 琴丘入通   | 58ch       |
| 五城目     | 43ch       |
| 戸賀       | 56ch       |
| 男鹿安全寺 | 59ch       |
| 井内       | 59ch       |
| 下浜羽川   | 59ch       |
| 亀田       | 55ch       |
| 本荘       | 57ch       |
| 本荘西目   | 35ch       |
| 仁賀保院内 | 58ch       |
| 由利前郷   | 42ch       |
| 東由利     | 30ch       |
| 象潟       | 57ch       |
| 矢島鳥海   | 48ch       |
| 雄物川大沢 | 60ch       |
| 本荘石沢   | 25ch       |
| 東由利黒渕 | 60ch       |
| 鳥海       | 60ch       |
| 院内西     | 58ch       |
| 院内       | 42ch       |
| 大館賽の神 | 42ch       |
| 大館長走   | 42ch       |
| 小坂濁川   | 49ch       |
| 小坂       | 41ch       |
| 大湯       | 49ch       |
| 十二所     | 42ch       |
| 花輪       | 58ch       |
| 湯瀬       | 55ch       |
| 森吉       | 50ch       |
| 阿仁       | 52ch       |
| 阿仁荒瀬   | 62ch       |
| 西木       | 59ch       |
| 田沢湖     | 58ch       |
| 角館       | 35ch       |
| 大曲       | 51ch       |
| 伊岡       | 46ch       |
| 大森       | 30ch       |
| 横手愛宕山 | 61ch       |
| 山内       | 56ch       |
| 平鹿馬鞍   | 60ch       |
| 東成瀬入道 | 60ch       |
| 東成瀬     | 50ch       |
| 湯沢東     | 42ch       |
| 湯沢       | 57ch       |
| 横堀秋ノ宮 | 32ch       |

## 関連会社
- 秋田ステージ 秋田テレビ出資の制作会社
- エフエム秋田
- 秋田魁新報社 秋田放送とともに兄弟会社

## 情報カメラ
- 本社屋上
- 秋田空港
- 秋田港
- 秋田駅前

## アナウンサー
| 性別 | 氏名     | 入社年 | 前職       |
| ---- | -------- | ------ | ---------- |
| 男性 | 竹島知郁 | 2010年 |            |
| 男性 | 飛世直樹 | 2022年 |            |
| 女性 | 八代星子 | 2013年 |            |
| 女性 | 菅原咲子 | 2019年 | ラジオ福島 |
| 女性 | 佐藤愛純 | 2020年 |            |
| 女性 | 坂本桜   | 2024年 |            |

### 過去に在籍したアナウンサー
| 性別 | 氏名       | 在籍期間                | 備 考                                                                            |
| ---- | ---------- | ----------------------- | -------------------------------------------------------------------------------- |
| 男性 | 塩田耕一   | 1969年 - 2006年9月      | 定年退職                                                                         |
| 男性 | 鈴木陽悦   | 1971年 - 2004年1月      | →参議院議員                                                                      |
| 男性 | 石塚真人   | 1979年 - 2005年         | ラジオ福島→報道製作局長→営業局長→常務取締役→社長                                 |
| 男性 | 加藤寿一   | 1987年 -                | →報道製作局部長                                                                  |
| 男性 | 武田哲哉   | 1994年 - 2022年         | コンテンツセンター専任局長兼アナウンス部長兼解説委員 →コンテンツセンター専任局長 |
| 男性 | 藤田智彦   | 1998年4月 - 2003年3月   | さくらんぼテレビ記者を経て、現在韓国で日本語教師                                 |
| 男性 | 滝沢雄一   | 2004年 - 2007年3月      |                                                                                  |
| 男性 | 千田剛裕   | 2004年 - 2008年3月      | 岩手めんこいテレビ→遠野テレビ→岩手めんこいテレビ                                 |
| 男性 | 高橋朋弘   | 2007年 - 2021年         | →報道局記者→再復帰                                                               |
| 男性 | 熊坂良     | 2009年10月 - 2020年3月  | 鹿児島放送→ 秋田テレビ → 静岡放送報道記者                                        |
| 男性 | 関陽樹     | 2013年10月 - 2016年2月  | ぎふチャン → 秋田テレビ → 北陸朝日放送 → 群馬テレビ→びわ湖放送                   |
| 男性 | 佐藤征潤   | 2015年 - 2018年         |                                                                                  |
| 男性 | 高橋圭太   | 2020年 - 2021年         | 静岡朝日テレビ→IBC岩手放送→茨城放送                                              |
| 男性 | 杉卓弥     | 2017年 - 2023年         | アナウンサー→営業推進事業部                                                      |
| 男性 | 高橋智也   | 2020年 - 2023年         |                                                                                  |
| 女性 | 石郷岡順子 |                         | 秋田でフリーで活躍                                                               |
| 女性 | 宇都宮貴子 |                         | 秋田でフリーで活躍                                                               |
| 女性 | 渡辺由美子 |                         |                                                                                  |
| 女性 | 高橋紀子   |                         | ⇒元シグマセブン所属のフリーアナウンサー                                          |
| 女性 | 豊島やよい |                         |                                                                                  |
| 女性 | 松橋睦     |                         |                                                                                  |
| 女性 | 佐藤美加   | 1994年 - 不明           |                                                                                  |
| 女性 | 宮越暁子   | 1994年 - 不明           |                                                                                  |
| 女性 | 新開さやか | 1996年 - 不明           |                                                                                  |
| 女性 | 原友紀子   | 1996年 - 不明           |                                                                                  |
| 女性 | 平田晶子   | 2002年 - 不明           |                                                                                  |
| 女性 | 保坂るみ子 |                         |                                                                                  |
| 女性 | 中村和枝   | 2002年 -                | 一身上の都合による退社                                                           |
| 女性 | 横山いつき | 臨時契約                |                                                                                  |
| 女性 | 佐々木恵子 | 1991年 - 不明           |                                                                                  |
| 女性 | 綿引かおる | 1992年 - 不明           | 秋田でフリーで活動                                                               |
| 女性 | 武藤綾子   | 1998年 - 2007年3月      | 秋田でフリーで活動                                                               |
| 女性 | 後藤美咲   | 2007年 - 2009年9月      |                                                                                  |
| 女性 | 井出千草   | 2003年12月 - 2010年12月 | NHK（関東地域）契約キャスターより移籍→秋田テレビ                                 |
| 女性 | 片桐千晶   | 2005年 - 2011年3月      | セント・フォース→グリーンメディア                                                |
| 女性 | 管奈央子   | 2008年 - 2012年3月      | NHK秋田放送局契約キャスター→秋田テレビ→建設新聞記者 →ぐっどもーにんぐ            |
| 女性 | 石塚知里   | 2013年 -                | 他部署に異動                                                                     |
| 女性 | 長島瑞穂   | 2007年 - 2014年3月      | →圭三プロダクション                                                              |
| 女性 | 後藤美菜子 | 2006年 - 2016年4月      | →フリーアナウンサー                                                              |
| 女性 | 石井資子   | 2008年 - 2016年4月      | → NHK山口放送局契約→フリー                                                       |
| 女性 | 細谷翠     | 2015年 - 2018年         | NHK水戸放送局契約キャスター→秋田テレビ→ライムライト                              |
| 女性 | 佐藤春佳   | 2018年 - 2021年         | [ 注釈 6 ]                                                                       |
| 女性 | 内田有香   | 2021年 - 2023年         | →東日本放送                                                                      |
| 女性 | 谷桐子     | 1997年 - 2023年         |                                                                                  |
| 女性 | 加藤未来   | 2012年 - 2023年         |                                                                                  |
| 女性 | 佐藤奈都美 | 2017年 - 2023年         |                                                                                  |

## テレビ番組

### 自社制作番組
| 番組名                                                                    | 放送時間                                                                         | 備考                                                                             |
| ------------------------------------------------------------------------- | -------------------------------------------------------------------------------- | -------------------------------------------------------------------------------- |
| おめざめ天気                                                              | 月曜 - 水曜 4:45 - 4:55 木曜・金曜 4:15 - 4:25 土曜 4:20 - 4:30 日曜 4:50 - 5:00 | 2007年1月までは、放送開始1分間の放送だったが、2月より10分番組となった。          |
| Live News あきた                                                          | 月曜 - 金曜 15:45 - 19:00 土曜・日曜 17:30 - 17:55                               | ※全国ニュース版は字幕放送                                                        |
| 発見!!あっぱれ玉手箱                                                      | 金曜 15:15 - 15:45                                                               |                                                                                  |
| とびまめっ!!                                                              | 隔週土曜 1:25 - 1:55（隔週金曜深夜）                                             |                                                                                  |
| JAみどりの広場                                                            | 土曜 11:00 - 11:25                                                               |                                                                                  |
| 柳葉敏郎のGIBAちゃんとGOLFへGO!                                           | 土曜 11:25 - 11:50                                                               | ゴルフのオフシーズンは同番組の再放送。 BSJapanextにもネット。                    |
| 土曜LIVE!あきた                                                           | 土曜 17:55 - 18:30                                                               |                                                                                  |
| FNN AKTニュース                                                           | 日曜 6:00 - 6:15・11:50 - 12:00                                                  |                                                                                  |
| 健康なんだかんだ                                                          | 不定期放送                                                                       |                                                                                  |
| 秋田人物伝                                                                | 不定期放送                                                                       |                                                                                  |
| AKT新春特別番組                                                           |                                                                                  | 年正月に、フジ系列のドラマ再放送枠（年により状況は異なる）を差し替えて放送する。 |
| 十和田八幡平駅伝競走                                                      | 毎年8月下旬頃                                                                    | 系列局の岩手めんこいテレビやTBS系の青森テレビでも放送。                          |
| 令和○○年度高等学校入学試験解答・解説                                      | 入学試験日（3月上旬）の夕方に放送                                                |                                                                                  |
| ブラウブリッツ秋田ホームゲーム中継 秋田ノーザンハピネッツホームゲーム中継 |                                                                                  |                                                                                  |

#### ミニ番組
- 天気予報（随時放送）
- ぽちぱch（月曜 - 金曜 11:20 - 11:25、土曜 13:55 - 14:00）
インフォマーシャル。
- RINK LINK HEART -WATCH＆JEWELRY- KINSYODO（月曜 22:54 - 23:00）
- スポーツの力（火曜 22:54 - 23:00）
- こんばんは秋田市から（水曜 22:54 - 23:00）
- 遊BU～大人の部活～（第1・第3木曜 22:54 - 23:00）
- あきたメディカル通信（土曜 10:25 - 10:30）
- 海と日本プロジェクト in秋田県（日曜 8:55 - 9:00）[注釈 8]
- 味どうらく・かくし味クッキング（日曜 11:45 - 11:50）
- #すぎちゃんが行く（日曜 17:25 - 17:30）
- Advance A（毎月第3日曜 8:55 - 9:00、再放送・金曜 22:56 - 23:00）

### 過去の自社制作番組

#### 夕方のローカルワイドニュース
- ニュース6:15あきた（1975年4月1日 - 1978年3月31日、平日 18:15 - 18:25、FNNニュース6:30前の10分間のローカルニュース）
- AKTテレポートあきた→FNNテレポートあきた（1978年4月3日 - 1989年3月31日、平日 18:00 - 18:55）
- FNN AKTスーパータイムあきた（1989年4月3日 - 1997年3月28日、平日 17:58 - 19:00）
- ザ・ヒューマンあきた（1997年3月31日 - 1998年3月29日 平日 17:55 - 19:00 土曜 18:00 - 18:30 日曜 17:30 - 18:00）
- AKTスーパーニュース（1998年3月30日 - 2015年3月29日、平日 16:50 - 19:00 土日 17:30 - 17:55）
- AKTみんなのニュース（2015年3月30日 - 2018年4月1日、平日 16:50 - 19:00 土日 17:30 - 17:55）
- プライムニュースあきた（2018年4月2日 - 2019年3月31日、平日 16:50 - 19:00 土日 17:30 - 17:55）

#### ローカル情報番組
- ワイドAKT（1971年4月開始、7:15 - 8:10）
- こんにちは!奥さまスタジオです
- 奥さんお買得です（1975年3月 - 、11:15 - 11:30）
- 悠々奥様倶楽部
- なんでもアリーナ（1994年10月14日 -、金曜 16:30 - ）
- なんでもアリーナ525
- 井戸端チャンネル
- テレビア〜ンi455
- 情報ステーションi455（2001年4月 - 2002年11月、平日16:55 - 17:55）
- 午後は気ままに金曜日（2002年12月 - 2003年3月）
- スーパーSUNサンまる（2003年4月3日 - 2005年3月29日、金曜 15:30 - 16:59）
- 今日も昼ドキ!!ランチボックス（ - 2008年9月27日、土曜 11:30 - 11:55）
- やばせ本町どまん中!（2005年4月1日 - 2009年3月27日、金曜 15:05 - 16:53）
- とくテレッ!8ちゃんねる（2009年4月3日 - 2010年3月26日、金曜 16:00 - 16:53）
- どすこいチャンネル（大相撲秋田場所（夏巡業）に向けたPR番組）
- 綿引かおるの農家のおむすびいただきます!
- ミミよりJOHO
- 食と農からまちづくり よこて
- がっこ茶っこTV（2010年4月2日 - 2012年3月23日、金曜 16:00 - 16:55）
- がっこ茶っこミニッツ
- いしがき君となかや君
- おいでよ!ボールパーク（こまちスタジアムで開催されたヤクルト×巨人のPR番組）
- みんなで走ろう!与次郎駅伝
- みくたん 〜未来の探検〜
- jumpin'
- SUPER jumpin'
- げつ→きん420（2016年4月4日 - 2017年3月31日、平日 16:20 - 16:50）
- きんよう420（2017年4月3日 - 2019年3月29日、金曜 16:20 - 16:50）

#### スポットニュース
- AKT県内ニュース（ - 1985年3月） → NEWSあきた（1985年4月 - 2015年3月28日、月曜 - 土曜 20:54 - 21:00）
- AKTこんやのニュース（2015年3月30日 - 2016年10月2日、平日 20:54 - 21:00）
- AKTユアタイム クイック（2016年10月5日 - 2017年9月30日、平日 20:54 - 21:00）
  - ただし、2017年1月27日からは金曜日のみ21:49 - 21:55に放送
- AKT THE NEWSα Pick（2017年10月2日 - 2018年3月29日、平日 20:54 - 21:00）

#### バラエティ
- B-1グランプリ

#### その他
- Power Play Music⇒FEEL MUSICへ。
- FEEL MUSIC（放送時間不定、全8回放送）
総合司会・ナレーションにレイザーラモンHGを起用。
- お天気Diary
夕方のローカルニュース後に毎日放送されていた天気予報番組。1980年頃放送開始。当時の主にJ-POPをバックに、テロップで今夜と翌日の県内各地の天気を表示。映像は流れる音楽に合うように県内の風景を撮影したものが中心だが、稀に歌手本人がこの番組の為に出演してくれた事もあった。映像と音楽はセットでおよそ一ヶ月ごとに切り替わった。時間帯が異なるが、「歌う天気予報」（TBSほか）や「SOUND WEATHER」と同じコンセプトの番組。
音声多重放送開始後はステレオ放送。
- S天〜esseten〜（「お天気…」の後継番組。最終的には日曜日のみの放送になった）
- ママーウエザースケッチ
- 松村邦洋のタイガース最高!
- あるある発見隊（放送時間不定 全8回放送）
- がん征圧へ向けて〜秋大病院の挑戦〜（2007年1・2月に8回放送、特別編成。2007年4月にアンコール放送を行った。現在は「AKTがん征圧キャンペーン」として引き続き関連のCMを行っている。
- AKT NEW YEAR SPECIAL 冒険チュー 2008ch（2008年1月5日）
- AKT熱血スポーツ情報局
- ひかりブログonTV
- わたしの街のお医者さん
- 北都人浪漫 探せ!秋田の元気人
- 秋田で元気に
- トキメキッ!TYO
- 行ってみる?（mitとの共同制作）
- ザ・キーマン
- クボタ民謡お国めぐり（東北6県ネット）
- View style
- いしがき君となかや君 - いしがき君となかや君と誰なんだ?りゅういち君
- 爆笑一番
- あきたメディカル通信
- あきたびじょんプラス
- 簡単!万能!口福Cooking
- AKTスポーツ応援番組 すぽちぱ! スポーツぽちぱ
- ハピ通α
B.LEAGUE・秋田ノーザンハピネッツの試合結果などを放送。
- 永島敏行の農業バンザイ! すごいぞ秋田の農業
- Midnight Collection
- 秋田びじん秋田びなん
- 石垣政和の朝っぱらから失礼します。
- AKT情報局ちゃんねるはそのまんま!!
- DeeepFlight
- CATCH UP! marimari+
- 石垣政和のあっぱれ!昼飯前
- ノースアジアニュースレター

### 過去の番組（フジテレビ系列の全国パートニュース・情報番組）
- FNNニュース7:30 → FNNテレビ朝刊 → FNNモーニングワイド ニュース&スポーツ → 6:30放送FNNモーニングコール → 6:00放送FNN朝駆け第一報!（+トークシャワー → グッドモーニングジャパン → アンテナホット7 → 朝だ!どうなる?、以上4番組が7:00から放送） → 6:30放送 → 6:45放送に改編FNN World Uplink → 6:30放送FNN おはよう!サンライズ（+5:45放送オルチン）（朝のニュース番組、現在のめざましテレビの枠）

なお、1987年3月まではANNニュースセブン放送のために7時またぎの番組は7時で飛び降り。クロスネット時代のローカルパートはANNニュースセブン終了後にニュースあきたを放送（朝のローカルパートそのものは2003年頃に廃止）。
- FNNニュースレポート11:30 → FNNスピーク → FNNプライムニュース デイズ（昼のニュース番組、現在のLive News daysの枠）
- FNNニュースレポート6:00 → FNNスーパータイム → FNNニュース555 ザ・ヒューマン（FNNニュース ザ・ヒューマンWEEKEND）→ FNNスーパーニュース（FNNスーパーニュースWEEKEND） → FNNみんなのニュース（FNNみんなのニュースWEEKEND） → プライムニュース イブニング（夕方のニュース番組、現在のLive News イット!の枠）
- FNNニュースレポート23:00 → FNNニュース工場 → FNN DATE LINE → FNN NEWSCOM → ニュースJAPAN → あしたのニュース→ユアタイム〜あなたの時間〜→ユアタイム → THE NEWSα → FNNプライムニュース α（夜のニュース番組、現在のFNN Live News αの枠）

### フジテレビ系列遅れネット番組
制作局の表記のない番組はフジテレビ制作。
- かまいたちの机上の空論城（木曜 0:25 - 0:55（水曜深夜）、関西テレビ制作）
- 関ジャニ∞の あとはご自由に（木曜 14:20 - 14:50）
- お笑いワイドショー マルコポロリ!（金曜 0:25 - 1:20（木曜深夜）、関西テレビ制作）
- ノイタミナ（金曜 1:20 - 1:50（木曜深夜））
- キスマイ超BUSAIKU!? （土曜 0:55 - 1:25（金曜深夜））[注釈 9]
- はやく起きた朝は…（土曜 5:30 - 6:00）[注釈 10]
- おかべろ（土曜 10:30 - 11:00、関西テレビ制作）
- 土曜RISE!（土曜 14:00 - 15:00）
- KinKi Kidsのブンブブーン（日曜 1:45 - 2:30（土曜深夜））
- テレビ寺子屋（日曜 5:30 - 6:00、テレビ静岡制作）
- 逃走中 グレートミッション（日曜 6:30 - 7:00）
- ONE PIECE （月曜 1:25 - 1:55（日曜深夜））

### 他系列の番組

#### TBS系
制作局の表記のない番組はTBSテレビ制作。
- 情熱大陸（日曜 1:15 - 1:45（土曜深夜）、毎日放送制作）
- プレバト!!（日曜 12:00 - 13:00、毎日放送制作）
- 京セラドキュメントソリューションズ フェニックスチャレンジ（毎日放送・宮崎放送共同制作 / 翌年正月に録画放送）

#### テレビ東京系
制作局の表記のない番組はテレビ東京制作。
- タクシー運転手さん一番うまい店に連れてって!（水曜 1:25 - 2:25（火曜深夜））
- ドラマ24（木曜 0:55 - 1:35（水曜深夜））
- 出川哲朗の充電させてもらえませんか?（土曜 12:00 - 13:00）
- YOUは何しに日本へ?（土曜 13:00 - 13:55）
- 開運!なんでも鑑定団（土曜 16:30 - 17:30、再放送・火曜 0:25 - 1:25（月曜深夜））[注釈 11]
- ポケモンとどこいく!?（日曜 9:00 - 9:30）
- ポケットモンスター（日曜 9:30 - 10:00）
- 土曜スペシャル（不定期放送）
- 日曜ビッグバラエティ（不定期放送）
- 緊急SOS!池の水ぜんぶ抜く大作戦（不定期放送）
- THEカラオケ★バトル（不定期放送）

#### その他
- 夢と…未来へ（金曜 1:50 - 2:20（木曜深夜）、夢グループ制作）
- ふれあい!体験!グルメ旅（日曜 6:15 - 6:30）

### 終了した番組
※は、番組自体は継続中。

#### フジテレビ系
ニュース以外の時差ネット番組
- ミュージックフェア（ - 1981年9月まで）※
- 三枝の爆笑美女対談
- TVプレイバック（ - 1987年3月まで月曜 22:00から。1987年4月から同時ネット）
- 青い瞳の聖ライフ・スタア誕生・ヤヌスの鏡・花嫁衣裳は誰が着る・このこ誰の子?（左記番組は月曜 - 金曜 16:00 - 17:00の〈テレビ傑作シリーズ〉枠内で録画放送）
- ひょうきんミニ放送局（途中で打ち切り）
- くいしん坊!万才（途中で打ち切り）※
- ドタンバのマナー（途中で打ち切り）
- ふるさと紀行（途中で打ち切り）
- 皇室ご一家（途中で打ち切り）※
- 冗談画報
- 奇妙な出来事
- カノッサの屈辱
- 地理B
- 買物王
- 上海ルーキーSHOW
- お台場明石城
- あっぱれさんま大先生
- 勝手に!カミタマン
- タイムボカンシリーズ（シリーズ最終作イタダキマン以外は、金曜17:00から）
- 釣りキチ三平
- みゆき（最初は同時ネットだったが、途中から録画放送）
- 北斗の拳 → 北斗の拳2
- 魁!!男塾
- ふたり鷹・F-エフ・名門!第三野球部・キャプテン翼J・いじわるばあさん → （左記番組は、ゴールデンタイムでの放送分のみの放送=途中で打ち切り 現在北日本ブロック（フジ系列のない青森県は除く）で唯一の未ネット局）
- スペクトルマン（開始時点は同時ネット[39] → 木曜 18:00 - 18:30[40]）
- 快傑ライオン丸 → 風雲ライオン丸（木曜 18:00 - 18:30）[41]
- アストロボーイ・鉄腕アトム
- らんま1/2（土曜時代は同時ネットだったが、熱闘編になってからは遅れネットとなった。2011年12月のスペシャルドラマはABSで放送。）
- 月曜ドラマランド（リアルタイムで放送したのは、半年間のみだった。同時ネットされる以前の一部作品は、1980年代半ばに放送されたローカル枠「土曜グランドスペシャル」〈土曜16:00 - 17:25〉枠内で不定期放送された。）
- フジテレビ土曜18:30枠のアニメ
  - おそ松くん（第二期） → 平成天才バカボン → おれは直角 → 丸出だめ夫 → 幽☆遊☆白書 → NINKU -忍空- → みどりのマキバオー → 花さか天使テンテンくん（花さか天使テンテンくんは、途中で打切り。）
- うる星やつら（開始当初は同時ネットだったが、1984年4月からは「水曜スペシャル」を同時ネットしていた関係で遅れネットとなった）
- めぞん一刻（開始当初は遅れネットだったが、ANN離脱後は同時ネットとなった。1987年3月放送分は、AKTでは未放送。）
- 蒼き伝説シュート!
- フジテレビ日曜朝9時台枠のアニメ（ゲゲゲの鬼太郎 (第4期)以降の全作品を放送）
- クマのプー太郎
- ポンキッキ
- フェイク・オフ 完全なる相関図（途中で打ち切り）
- 海筋肉王（途中で打ち切り）
- 朱蒙（韓国文化放送制作、BSフジで放送。半年で打ち切り。）
- ノイタミナ枠
  - のだめカンタービレシリーズ（アニメ。但し「ファイナル」のみ未放送。） - テルマエ・ロマエ - ブラック★ロックシューター - ギルティクラウン - 坂道のアポロン - つり球 - もやしもん - もやしもんリターンズ - 夏雪ランデブー - PSYCHO-PASS サイコパス - ROBOTICS;NOTES - 刀語 - 銀の匙 Silver Spoon（第1期） - あの日見た花の名前を僕達はまだ知らない - ガリレイドンナ - 銀の匙 Silver Spoon（第2期） - サムライフラメンコ - ピンポン - 龍ヶ嬢七々々の埋蔵金 - PSYCHO-PASS サイコパス 新編集版 - モウソリスト - 残響のテロル - PSYCHO-PASS サイコパス 2 - 四月は君の嘘 - 冴えない彼女の育てかた - パンチライン - 乱歩奇譚 Game of Laplace - すべてがFになる THE PERFECT INSIDER - 僕だけがいない街 - 甲鉄城のカバネリ - バッテリー - 舟を編む - クズの本懐 - 冴えない彼女の育てかた♭ - DIVE!! - いぬやしき - 恋は雨上がりのように - ヲタクに恋は難しい - BANANA FISH - 約束のネバーランド - さらざんまい - ギヴン
- ふくらむスクラム!! - 1ばんスクラム!! - ホメられてノビるくん - ホメられてノビるくんA
- 志村屋です。（途中で打ち切り） - 志村軒 - 志村劇場 - 志村だヨ! - 志村笑! - 志村座 - 志村の時間 - 志村の夜
- チョナン・カン〜チョナン・カン2
- スワローズキッズアカデミー（途中で打ち切り）
- 忘文
- なんで推理SHOW ハテナの出口
- 捨てる恋あれば拾う恋あり
- 取材拒否の店
- マツコの部屋
- ゴレンタン
- しあわせの素
- UN-GO
- なかよしテレビ
- 世界は言葉でできている
- おもしろ言葉ゲーム OMOJAN
- うもれびと
- ロケットライブ
- バチバチエレキテる
- 10匹のコブタちゃん 〜ヤセガマンしないTV〜
- 百識王
- 天達武史の旬学旅行（BSフジ制作、『情報プレゼンター とくダネ!』内で放送されていた企画を番販化したもの。）
- やりかた大図鑑
- ラブリームービー いとしのムーコ（フジテレビ版[注釈 12]）
- ラビリームービー いとしのムーコSeason2（BSフジ版）
- アイドリング!!!
- TOKYO IDOL TV（途中で打ち切り）
- 村上信五とスポーツの神様たち（途中で打ち切り）
- 久保みねヒャダこじらせナイト（途中で打ち切り）
- かたらふ〜ぼくたちのスタア〜（途中で打ち切り）
- 実況される男
- 魁!ミュージック（2017年3月で打ち切り）
- もろもろのハナシ
- TERRACE HOUSE ORENING NEW DOORS
- PARA☆DO! 〜その先の自分へ〜
- 花にけだもの
- こんな未来は聞いてない!!
- 関ジャニ∞クロニクル（Fは同時ネット）
- ぶらぶらサタデー（途中で打ち切り）※

##### 北海道文化放送
- 青ちゃん小鉢
- どぉーだ!Presents タカトシ牧場

##### 岩手めんこいテレビ
- Music holic
- Break Point!

##### 仙台放送
- 新・サンデートーク→今、きらめいて
- FNNとうほくニュース一番星
- mashup!音王MUSIO
- 川島隆太教授のテレビいきいき脳体操※
- 情熱エンジン

##### 東海テレビ
- スペンサーの喫茶店
- 年の差バトル 言い分!Eぶん
- 感動!オレごはん
- ぐっさん家〜THE GOODSUN HOUSE〜（途中で打ち切り）※
- バナナ塾
- クイズで公認!恋のおやジルシ（新潟総合テレビ・長野放送・テレしず・富山テレビ・石川テレビ・福井テレビと共同制作）
- 芸能人更生バラエティ バナナ塾 → オトナ養成所 バナナスクール → キテるにハマる!課外授業 バナナスクール2
- ブラ迷相談部 その悩み!小杉と吉田まで
- SKE48のバズらせます!!（途中で打ち切り）

##### 関西テレビ
- 影の軍団シリーズ
- パンチDEデート
- トミーズの人間博物館 ごっつい奴やねん
- 紳助の人間マンダラ（途中で打ち切り）
- 走れ!ガリバーくん（途中で打ち切り）
- トミーズのはらぺこ亭
- たかじん胸いっぱい（途中で打ち切り）
- ツキギメ!!! よく考えると ハッとしてキャーな話
- 俵太のお見事!日本
- さんまのまんま
- 日本の轍（途中で打ち切り）

#### テレビ朝日系
特記以外はテレビ朝日制作
- ANNニュースセブン（ - 1987年3月まで）
- クイズタイムショック（第1期）
- 水曜スペシャル→新・水曜スペシャル（1984年4月 - 1987年3月まで）
- 新婚さんいらっしゃい!（ABC TV制作。片平なぎさ卒業と同時に一旦打ち切り、半年後に開局したAABで同時ネット）
- 笑アップ歌謡大作戦→ザ・笑アップ → 何かとワイド面白地球
- ビートたけしのスポーツ大将（ - 1987年3月まで）
- 純ちゃん・郁恵の自慢じゃないけど
- 月曜スペシャル90
- プロポーズ大作戦 → パーティー野郎ぜ! → 極楽テレビ→爆笑!!ライブハウス → 女ひとり旅（ABC TV制作）
- 特捜最前線
- 警視庁殺人課
- 爆走!ドーベルマン刑事
- ザ・ハングマンシリーズ（ABC TV制作。新 → 5 → GOGO → 6の順番に放送）
- ミラクル少女リミットちゃん→魔女っ子メグちゃん
- 無敵ロボ トライダーG7（メ〜テレ制作）
- 戦闘メカ ザブングル（メ〜テレ制作）
- 聖戦士ダンバイン（メ〜テレ制作 29話までで打ち切りになったものの、後に早朝の時間帯にて1話 - 最終話まで完全放送）
- 重戦機エルガイム（メ〜テレ制作）
- おはよう!スパンク（ABC TV制作）
- あばれはっちゃくシリーズ（一部）
- 忍者ハットリくん
- パーマン（TBS系の第1作はABSで放送）
- とんでモン・ペ（ABC TV制作）
- メイプルタウン物語シリーズ（ABC TV制作）
- とんがり帽子のメモル（ABC TV制作）
- 昭和アホ草紙あかぬけ一番!
- 銀牙 -流れ星 銀-（同時ネット[42]）
- 宇宙船サジタリウス（ - 1987年3月まで）
- 機動戦士Ζガンダム → 機動戦士ガンダムΖΖ → 機甲戦記ドラグナー（メ〜テレ制作）
- 藤子不二雄ワイド（金曜 17:00 - 18:00[43]、1987年3月まで放送）
- ビックリマン → 新ビックリマン → まじかる☆タルるートくん（ABC TV制作）
- 必殺シリーズ（ABC TV制作。TBS系時代の作品はABSで放送）
- 暴れん坊将軍シリーズ（1987年3月まで）
- 遠山の金さんシリーズ
- ザ・コント55号 → たみちゃん
- ワールドプロレスリング（1986年10月 - 1987年3月まで同時ネット）
- 霊感ヤマカン第六感（ABC TV制作・1975年10月から） → ABOBAゲーム → クイズなんでも一番館
- 三枝の国盗りゲーム（ABC TV制作、途中で打ち切り）
- 鶴ちゃんのおもいっきりポコポコ → 鶴太郎の大人によくないテレビ
- 愛川欽也の探検レストラン
- クイズ地球の歩き方（ABC TV制作）
- ダウンタウン探偵組'91（ABC TV制作）
- クイズ仕事人（ABC TV制作）
- コンポラキッド（同時ネット[44]）

このほか地方大会の試合の中継限定（ABSと合同中継）で夏の全国高校野球中継にも参加した（全国大会決勝戦と「熱闘甲子園」は1992年・74回大会までABSがネット）。

#### TBS系

##### タケダアワー（一社提供）
- 柔道一直線（1971年に土曜 19:00 - 19:30で放送）[45]

##### 土曜21時枠（東映）
- Gメン'75（月曜 - 金曜 14:00 - 14:55〈おたのしみ劇場〉枠内で録画放送）
- スーパーポリス（月曜 - 金曜 16:00 - 17:00の〈テレビ傑作シリーズ〉枠内で録画放送）

##### 日曜20時枠
- Gメン'82（月曜 - 金曜 14:00 - 14:55〈おたのしみ劇場〉枠内で録画放送）

##### 水曜20時枠（大映テレビ）
- 事件狩り
- 噂の刑事トミーとマツ（月曜 - 金曜 14:00 - 14:55の〈おたのしみ劇場〉枠内で録画放送）
- 明日の刑事

##### 日立テレビシティ
- 人間万事塞翁が丙午（月曜 - 金曜 14:00 - 14:55の〈おたのしみ劇場〉枠内で録画放送）

##### 火曜20時枠
- 高校聖夫婦

##### 第1期金曜ドラマ枠
- 岸辺のアルバム（日曜 22:30から）
- 沿線地図（日曜22:30から）

- ふぞろいの林檎たちシリーズ

##### 火曜21時枠（木下プロダクション等製作枠）
- 野々村病院物語
- 毎度おさわがせしますシリーズ
- 夏・体験物語シリーズ
- 泣いてたまるか（西田敏行版）

##### 金曜20時枠
- 1年B組新八先生
- 2年B組仙八先生
- 東中学3年5組
- 3年B組金八先生シリーズ（TBSで2007年10月 - 3月に放送された第8シリーズは未放送）
- セーラー服通り

##### 金曜21時枠
- ADブギ（月曜 - 金曜 16:00 - 17:00の〈テレビ傑作シリーズ〉枠内で録画放送）

##### 水曜19:30枠
- まんが日本絵巻（本放送終了後、1979年 - 1980年頃に水曜 17:00 - 17:30に放送[46]）
- ナッキーはつむじ風

##### 水曜劇場
- AKTでは水曜 22:00に放送
  - 寺内貫太郎一家
  - ムー
  - ムー一族

##### 木曜22時ドラマ枠
- AKTでは平日夕方にまとめて放送
  - スウィートシーズン、友達の恋人、仮面の女、魔女の条件
- 金曜21時ドラマ枠（ABSより移行、平日夕方にまとめて放送）
  - ダブル・キッチン → カミング・ホーム → セカンド・チャンス → 人生は上々だ → キャンパスノート → 若葉のころ → ひと夏のプロポーズ → ひとり暮らし → 理想の結婚 → 職員室 → 恋のためらい → 先生知らないの? → 青の時代 → 天国に一番近い男 → チープ・ラブ → 恋の神様 → 池袋ウエストゲートパーク → 教習所物語 → ビッグウイング → 天国に一番近い男（第2シリーズ）→ ネバーランド

##### CBC制作昼の連続ドラマ
- おじいさんの台所シリーズ

##### 火曜20時枠
- 刑事コジャック
- 毎度ゴメンなさぁい

##### 水曜21時枠
- 冒険野郎マクガイバー

##### 木曜19:30枠
- 少年アシベ（第1作のみ、1993年頃に水曜 17:30 - 18:00に放送[47]）

##### 月曜21時枠
- 月曜ロードショー：サンデーロードショー〉のタイトルで日曜13:00もしくは14:00から放送。ただし、月曜ロードショーの作品全部を放送したわけではない。荻昌弘の解説はカット。）

- おんなは一生懸命
- 代議士の妻たち

- 月曜ドラマスペシャル → 月曜ミステリー劇場 → 月曜ゴールデンおよび水曜プレミア → 月曜名作劇場（2時間ドラマ中心）

##### 土曜17:30枠
- まんがどうして物語（本放送終了後、1995年頃に月曜 - 金曜 5:40 - 5:55に放送[48]）
- まんがなるほど物語（水曜 17:00 - 17:30[49]） → 新まんがなるほど物語 → まんがはじめて面白塾（水曜 17:30 - 18:00[50]） → OH!MYコンブ（水曜 17:30 - 18:00[51]）
- 電光超人グリッドマン

##### 土曜17時アニメ枠（MBS・TBS系列）
- ゾイドシリーズ（第一シリーズは、全話放送せず）（毎日放送制作）

##### 日曜22時枠（MBS・TBS系列）
- たけし・所のドラキュラが狙ってる
- 世界ウルルン滞在記 → 世界ウルルン滞在記"ルネサンス" → 世界ウルルン滞在記2008
- 地球感動配達人 走れ!ポストマン
- となりのマエストロ

##### 火曜22時枠（MBS・TBS系列）
- ジャングルTV 〜タモリの法則〜（毎日放送制作）

##### 木曜19時枠
- たのきん全力投球! → ピンキーパンチ大逆転 → パリンコ学園No.1

##### 水曜19時MBS製作枠
- 中村敦夫の地球発22時 → 中村敦夫の地球発23時 → 地球発19時（MBS制作、いずれも日曜9:00から）
- 新ビーグル号探検記→北緯35度の風（MBS制作）

##### 日曜12:15枠（一社提供）
- がっちり買いまショウ（MBS制作、腸捻転解消でABSから移行）
- 伸介のグリコがっちりショッピング（MBS制作）

##### 不定期放送
- 号外版風雲!たけし城（本編の痛快なりゆき番組 風雲!たけし城は未放送）
- 関口宏の東京フレンドパーク（スペシャル版のみ単発で放送）
- よしもと新喜劇（毎日放送制作、吉本新喜劇秋田公演のプロモーションを兼ねた穴埋めで放送）

##### 水曜19時TBS系列ローカルセールス設定枠
- トコトン掘り下げ隊!生き物にサンキュー!!（途中で打ち切り）

##### その他
- 痛快!明石家電視台（毎日放送制作）※
- ヤングおー!おー!（毎日放送制作、腸捻転解消以前からネット）
- 突然ガバチョ!（毎日放送制作、途中で打ち切り）

- ぎんざNOW
- アクサレディスゴルフトーナメント（TBS制作・北海道放送制作協力 / 同日深夜・時差放送、2009年にて大会自体終了）闇金ウシジマくん Season3（毎日放送制作）
- 7つの海を楽しもう!世界さまぁ〜リゾート
- ことばのプリズム

#### テレビ東京系
- 楽しいムーミン一家シリーズ
- 爆走兄弟レッツ&ゴー!!シリーズ
- ポケットモンスターシリーズ
  - ポケットモンスター（平成版）
  - ポケットモンスター アドバンスジェネレーション
  - ポケットモンスター ダイヤモンド&パール
  - ポケットモンスター ベストウイッシュ
  - ポケットモンスター XY
  - ポケットモンスター サン&ムーン
  - ポケットモンスター（令和版）
- ギャグコロスタジオ
- ロックマンエグゼシリーズ
- とっとこハム太郎
- わがまま☆フェアリー ミルモでポン!シリーズ
- GO!レスラー軍団シリーズ
- キャプテン翼（第1作を放送、第2作もAKTにて放送。第3作以降は県内未放送）
- ジャングルの王者ターちゃん
- 新世紀エヴァンゲリオン
- ああ播磨灘
- 黄金戦士ゴールドライタン
- トンデラハウスの大冒険 → パソコントラベル探偵団
- 魔法のプリンセス ミンキーモモ（第1期）
- アタッカーYOU!
- のりスタ!（途中で打ち切り）
- ドン・ドラキュラ
- ドンチャック物語
- まんが水戸黄門
- まいっちんぐマチコ先生
- アニメ親子劇場
- オズの魔法使い
- おらぁグズラだど（第二期）
- ジャングル大帝（平成元年版）
- カリメロ（第二期・途中で打ち切り）
- ドンキーコング
- ヨシモトムチッ子物語
- ミスター味っ子
- アイドル伝説えり子（テレビせとうち制作。1989年10月 - 1990年3月までの半年間の放送で打ち切り）
- ダッシュ!四駆郎
- KAIKANフレーズ
- タミヤRCカーグランプリ（途中から放送）
- 高橋名人の面白ランド
- さきどり!PC遊び塾
- 学級王ヤマザキ
- （秘）おはスタ増刊号
- 堺屋太一の明日を語ろう
- ゴルフ 尾崎兄弟に挑戦!!→ゴルフ 尾崎兄弟・飯合に挑戦!!
- 芹沢信雄&東尾理子のゴルフショウダウン
- ミエと良子のおしゃべり泥棒
- クイズ地球まるかじり!
- テレビあっとランダム
- 徳光のTVコロンブス
- 徳光和夫の情報スピリッツ
- タモリの音楽は世界だ
- ザ・スターボウリング（途中で打ち切り）
- 気分はパラダイス
- ヤンヤン歌うスタジオ
- 愛の貧乏脱出大作戦
- 完成!ドリームハウス
- クイズ赤恥青恥（放送開始後半年で打ち切り その後AABで放送）
- 出没!アド街ック天国（現在はABSで放送）
- 所さん&おすぎの偉大なるトホホ人物伝
- 大江戸捜査網（第1シリーズはABSで放送）
- 紫頭巾 → おんな組アクション控（土曜 13:00 - 13:56）[52]
- パパと呼ばせて!
- 刑事追う!
- 花の女子校 聖カトレア学園シリーズ
- あぶない少年シリーズ
- 特捜刑事マイアミ・バイス（途中で打ち切り）
- 新・今夜もドル箱!!→今夜もドル箱!!R
- MÄR -メルヘヴン-
- 金子柱憲・高田純次ゴルフの王道
- 釣り・ロマンを求めて（2008年3月打ち切り）
- ハヤテのごとく!（第1期のみ放送）
- 元祖!大食い王決定戦（特別番組）
- きらりん☆レボリューション
- 絶対可憐チルドレン
- クロスゲーム
- 田舎に泊まろう!
- ポケモン☆サンデー → ポケモンスマッシュ! → ポケモンゲット☆TV →ポケモンの家あつまる?
- ひめチェン!おとぎちっくアイドル リルぷりっ
- たけしのニッポンのミカタ! （2012年3月いっぱいで打ち切り、ABSへ移行）
- デュエル・マスターズ シリーズ※
- おはコロシリーズ（『おはコロアップ』を最後に打ち切り）
- 厳選!いい宿ナビ（2014年3月28日を最後に打ち切り）
- カードファイト!! ヴァンガード シリーズ（第4期『レギオンメイト編』以降は県内未放送）
- 主治医が見つかる診療所（2014年9月24日を最後に打ち切り）※
- 137億年の物語（2014年9月28日を最後に打ち切り）
- アラサーちゃん 無修正
- いい旅夢気分 → にっぽん!いい旅（2015年3月28日で途中打ち切り）
- 孤独のグルメ Season2 → Season3 → Season4 → Season5 → Season6 → Season7
- フューチャーカード バディファイト（テレビ愛知制作、第1期のみ放送）
- 綾小路きみまろの人生ひまつぶし（テレビ大阪制作。2015年9月29日を最後に打ち切り）
- そうだ旅（どっか）に行こう。
- コレ考えた人、天才じゃね!? 〜今すぐ役立つ生活の知恵、集めました〜（2016年3月31日を最後に打ち切り）
- 水曜ミステリー9
- 家、ついて行ってイイですか?（2016年9月14日を最後に打ち切り）※
- テレビアニメ いとしのムーコ
- おそ松さん
- 水曜エンタ
- 昼めし旅 〜あなたのご飯見せてください!〜（2017年9月28日を最後に打ち切り、現在はABSで放送）※
- おしゃべりオジサンと怒れる女 → おしゃべりオジサンとヤバイ女
- 忘却のサチコ
- きのう何食べた?
- ありえへん∞世界（2019年9月21日を最後に打ち切り）※
- きらきらアフロ → きらきらアフロTM（2019年9月26日を最後に打ち切り）※
- Iターン
- 有吉の世界同時中継 〜今、そっちってどうなってますか?〜（2022年4月打ち切り）※

#### 日本テレビ系
ABSの編成から外れ、番組販売扱いでAKTでネットしていたもの。
- みちのくインパルス（ミヤギテレビ制作）
- ときめきトゥナイト
- ガラスの仮面（第1期。テレ朝制作テレビドラマはAABで放送）
- 実戦!ゲートボール
- アメリカン・ヒーロー
- 西遊記（ドラマ版・第1期）
- 長七郎江戸日記（本放送はABSで同時ネット）
- キン肉マン（途中で打ち切り）

#### その他
- 生命乃光
- ポパイ（アニメ版）
- スポップス（tvk制作）
- 演歌流行歌（途中で打ち切り）
- パチンコ・パチスロ大冒険ジャンバリ〜黄金ホールに眠る秘宝〜 - $1銀玉打闘会 - 新装開店パーラージャンバリへようこそ! - パチの極み!パラダイスホール ジャンバリ（途中打ち切り）
- 業界用語の基礎知識 壇蜜女学園（5いっしょ3ちゃんねる・ひかりTV共同制作）
- 時代劇の舞台を訪ねて 歴史風景巡り（旅チャンネル制作）
- H.I.S. presents テリー伊藤の世界のタビセツ（TOKYO MX制作、途中打ち切り）
- トゥルルさまぁ〜ず（BeeTV制作)
- 艦隊これくしょん -艦これ-（『「艦これ」いつかあの海で』は県内未放送）
- 東京号泣教室 〜ROAD TO 2020〜（キューブ制作）
- GO!GO!アメリカ（旅チャンネル制作、全36回のうち第13回から放送）
- ちょっと贅沢!欧州列車旅行（旅チャンネル制作）
- 時の散歩道
- Hawaii ローカルNEWS!（旅チャンネル制作）
- 地球★熱帯紀行（旅チャンネル制作）
- 羽田美智子の京都専科（KBS京都制作）
- ハワイに恋して（旅チャンネル制作）
- アジア隠れ家紀行（タイ国政府観光庁日本事務所制作）

## 社史
社史制作委員会. Thanks 50th anniversary : 秋田テレビ50年史 : 1969-2019, 秋田テレビ, 2019.12.
秋田テレビ開局２０周年記念行事実行委員会／編. ２０年のあゆみ：ＡＫＴ秋田テレビ,1990.03

## 広報

### PR紙
- 1970年代、PR紙「週刊秋田」を県下2万部に配布[55]。

### キャッチコピーとマスコットキャラクター
- 開局当時…「親子で楽しめる豪華でパンチのきいた番組茶の間の人気を独占します。」[56]
- 受け止めてください!ゆたかなコミュニケーション[57]
- その後…「明るく（A）、きれいで（K）、楽しいテレビ（T）」
- 開局30周年を迎えた1999年頃から2011年6月頃…マスコットキャラクターも兼ねて「テレビア〜ン!」を起用。導入当初は2Dだったが、地上波デジタル放送が始まった2006年からは、秋田テレビの地上波デジタルCh（AKT8Ch）を繰り返し強調するような、ほうきに乗った魔女の様な3DCGのキャラクターを採用し新たにこれをメインに使用していた。また、2006年限定で犬（戌）年であったことから「テレビア〜ン!」を犬に見立てた「テレビワ〜ン!」が使用されていた。2008年は開局40年キャッチコピーとして「夢、つづきます。」であった。

- 地上波デジタル放送に完全移行した2011年7月頃より、マスコットキャラクターが新しくなり、蜂（AKTのデジタル放送におけるリモコンキーIDが8であることにもかけている）をモチーフにした「ぽちぱ」というキャラクターになった。2015年現在のキャッチコピーは「ぽちっと8チャンネル」。

## 放送以外の主催事業・イベント他

### AKT情報局
フジテレビ番組関連グッズを置いたアンテナショップ。2004年7月に秋田駅東口の秋田拠点センターアルヴェにオープンしたが、2005年7月28日で閉店。その後、2005年9月16日に中三秋田店1階に移転。2008年10月20日に中三秋田店が閉店になるため、10月27日より、秋田市保戸野千代田町に所在するAKTハウジングセンター（秋田テレビ住宅展示場）内に移転。2005年8月27日12:00 - 22:00まで、大仙市の大曲支局で、「大曲の花火」期間中に出店した。これをきっかけに一部イベント先でアンテナショップを出店している。2006年 - 2008年、秋田市下浜海水浴場に「AKT・BEACHCAFE」として、「海の家」を出店させている。期間は海開き前後の週末より8月お盆前の週末までとなっていた。番組関連グッズや海の家ならではの飲食物を販売していた。

### 秋田テレビ主催のヤクルト戦
毎年東京ヤクルトスワローズのプロ野球公式戦をこまちスタジアムで行っている。この主催試合はプロ野球のペナントレース開幕前（早いときは開催前年秋から）からCMやニュース番組内で大々的に宣伝している。秋田市八橋運動公園硬式野球場で開催されていた頃はパ・リーグの試合（特に地元出身の落合博満が在籍していたロッテオリオンズが中心）を主催し、フジテレビと共同制作（名目上は秋田テレビ制作著作）で中継を放送した。その後、こまちスタジアムが完成した2003年以降はヤクルト戦を開催している。現在のところ、交流戦は設定されたことがなく、リーグ戦のみ開催されており、過去に秋田放送協賛で秋田県での主催ゲームを開催していた広島東洋カープを除く4球団との対戦カードが設定されてきた。八橋時代は照明設備が無いこともあって、平日デーゲーム2連戦の3球団戦が設定されることが多かったが、こまちスタジアムになって以降は土日2連戦での開催が原則となっており、土曜日が18:00開始のナイター、日曜日はデーゲーム（開始時間はその年によりまちまち）で開催されることが多い。日曜日は、試合開始が13:00または13:30の場合、日曜ワイド劇場枠で中継されることが多いが、競馬中継の関係で15:00で終了となる。
2006年に秋田で行われた読売ジャイアンツ主催ゲームは、読売新聞の資本が入っている関係上秋田テレビが協賛し、チケット販売などの営業活動を行っていたが、系列と放映権の関係で秋田放送が制作協力と放送を実施した（秋田放送には読売新聞との資本関係がない）。
2010年は中日戦が設定され、第1戦の土曜ナイター（18:00開始）はフジテレビONE、第2戦の日曜デーゲーム（13:00開始）の第2戦はフジテレビONEと秋田テレビで放送。
2012年は巨人戦が設定されたが、第1戦の土曜ナイター（18:00開始）は同社主催のヤクルト戦としては初めてフジテレビ系全国ネットでの中継（フジテレビ主導制作かつ実況・解説をフジテレビが担当）となった。第2戦の日曜デーゲーム（15:00開始）はフジテレビONEと秋田テレビで放送し、秋田テレビでは16:00から17:25までフジテレビONEと同時放送。2013年に開催された対横浜DeNA戦は、8月開催となったため、17:00試合開始の薄暮ゲームながら初めて2試合ともナイターでの設定となった（地上波中継はなし）。2014年の対巨人戦は第1戦の土曜ナイターはBS朝日（テレビ朝日系）とフジテレビONEで、第2戦の日曜デーゲームはフジテレビONEと秋田テレビでの放送予定だったが、悪天候のため試合中止となった。
2015年は中日戦が設定され、両日とも13:00開始のデーゲーム開催のため、フジテレビONEと秋田テレビで放送。2016年は2年振りに対巨人戦が設定され、第1戦の土曜ナイターはBSフジ、第2戦の日曜デーゲームは地上波はフジテレビ・秋田テレビとの2局ネット（16:00 - 17:25）で両日ともフジテレビONEとの同時放送となった。2017年・2018年は開催されなかったが、2019年は3年振りに対巨人戦が設定され、第1戦の土曜ナイターはBSフジ、第2戦の日曜デーゲームは地上波は秋田テレビのみの放送となり、両日ともフジテレビONEとの同時放送となった。

## 備考

### 修学旅行の安否情報
修学旅行のシーズンには安否情報を15:00 - 19:00の各番組終了後にスポットCMの形で流している。このCMは1970年頃から始めており、当時の営業担当の社員が考案した。放送予定時刻はホームページに掲載している。安否情報を放送しているのは全国でも秋田県のみである。

### 秋田県内のGガイドについて
Gガイドは、本来は各地のTBSテレビ（JNN）系列局がホスト局になっているが、前述のように秋田県には同列局が存在しないため、特例扱いとして本局がGガイドのデータ配信を行っている。

### 電光ニュース
秋田電光ニュース（設置場所：秋田空港、山王十字路、秋田駅西口）のニュース配信元でもあった。タイトルはAKTニュース。